# Al Amal (rymdsond)
Al Amal (arabiska: مسبار الأمل) även känd som Hope, är Förenade Arabemiraten´s första rymdsond. Den planeras att utforska planeten Mars. Farkosten sköts upp den 19 juli 2020, med en japansk H-IIA-raket från Tanegashima Space Center i Japan. Den gick in i omloppsbana runt Mars, den 9 februari 2021.
Rymdsonden är konstruerad av Mohammed bin Rashid Space Centre, University of Colorado Boulder och University of California, Berkeley. Rymdsondens uppgift är att under minst ett marsårs tid (2 år), studera planeten Mars atmosfär och vädret nära planetens yta. 
Projektledare är Omran Sharaf.